# Sparre af Söfdeborg
Sparre af Söfdeborg är en av fem grevliga grenar av ätten Sparre och den enda som alltjämt fortlever. Dess första medlem var Claes Sparre som upphöjdes till greve år 1719. Ätten introducerades på Sveriges riddarhus året därpå under nummer 66.